# Ivan Lukyanov
Pour les articles homonymes, voir Loukianov.
Ivan Lukyanov (en russe : Иван Лукьянов, Ivan Loukianov), auparavant Ion Luchianov, né le 31 janvier 1981 à Slobozia Dușca dans le raion de Criuleni, est un athlète moldave, devenu russe en 2013, spécialiste du 3 000 m steeple.
Naturalisé russe le 28 décembre 2013, il a été déclaré éligible pour concourir pour la Russie à compter du 15 mai 2014. Il vit en Russie depuis 2010.

## Biographie
Il termine 4e des Championnats d'Europe d'athlétisme 2010 en 8 min 19 s 64 (ce qui lui permet de représenter l'Europe lors de la Coupe continentale d'athlétisme 2010) et avait obtenu son meilleur résultat, en qualifications, lors des Jeux olympiques 2008, en 8 min 18 s 97, record national. Il a également participé aux Jeux olympiques 2004.
Il obtient finalement la médaille de bronze des Championnats d'Europe 2010 à la suite de la disqualification pour dopage de l'Espagnol José Luis Blanco.

## Palmarès
| Date                     | Compétition                       | Lieu                     | Résultat                 | Épreuve                  | Temps                    |
| Représentant la Moldavie | Représentant la Moldavie          | Représentant la Moldavie | Représentant la Moldavie | Représentant la Moldavie | Représentant la Moldavie |
| ------------------------ | --------------------------------- | ------------------------ | ------------------------ | ------------------------ | ------------------------ |
| 1998                     | Jeux mondiaux de la jeunesse      | Moscou                   | 3e                       | 3 000 m                  | 8 min 32 s 10            |
| 1999                     | Championnats d'Europe juniors     | Riga                     | 5e                       | 3 000 m st.              | 8 min 50 s 76            |
| 2000                     | Championnats du monde juniors     | Santiago                 | 11e                      | 3 000 m st.              | 9 min 16 s 32            |
| 2002                     | Champ. du monde de semi-marathon  | Bruxelles                | 89e                      | Semi-marathon            | 1 h 08 min 11 s          |
| 2003                     | Universiade                       | Daegu                    | 5e                       | 3 000 m st.              | 8 min 43 s 25            |
| 2003                     | Championnats d'Europe espoirs     | Bydgoszcz                | 6e                       | 3 000 m st.              | 8 min 35 s 12            |
| 2005                     | Universiade                       | Izmir                    | 9e                       | 5 000 m                  | 14 min 04 s 34           |
| 2005                     | Universiade                       | Izmir                    | 2e                       | 3 000 m st.              | 8 min 30 s 66            |
| 2006                     | Championnats d'Europe             | Göteborg                 | 15e                      | 3 000 m st.              | 8 min 34 s 86            |
| 2007                     | Universiade                       | Bangkok                  | 3e                       | 3 000 m st.              | 8 min 23 s 83            |
| 2008                     | Jeux olympiques                   | Pékin                    | 12e                      | 3 000 m st.              | 8 min 27 s 82            |
| 2009                     | Championnats d'Europe par équipes | Sarajevo                 | 1er                      | 3 000 m st               | 8 min 50 s 69            |
| 2009                     | Universiade                       | Belgrade                 | 1er                      | 3 000 m st.              | 8 min 25 s 79            |
| 2010                     | Championnats d'Europe             | Barcelone                | 3e                       | 3 000 m st.              | 8 min 19 s 64            |
| 2010                     | Coupe continentale                | Split                    | 5e                       | 3 000 m st.              | 8 min 22 s 86            |
| 2011                     | Championnats d'Europe par équipes | Reykjavik                | 1er                      | 3 000 m st               | 8 min 54 s 70            |
| 2011                     | Championnats du monde             | Daegu                    | 8e                       | 3 000 m st.              | 8 min 19 s 69            |
| 2012                     | Championnats d'Europe             | Helsinki                 | 10e                      | 3 000 m st.              | 8 min 32 s 06            |
| 2012                     | Jeux olympiques                   | Londres                  | 10e                      | 3 000 m st.              | 8 min 28 s 15            |
| 2013                     | Championnats du monde             | Moscou                   | 10e                      | 3 000 m st.              | 8 min 19 s 99            |
| Représentant la Russie   |                                   |                          |                          |                          |                          |
| 2014                     | Championnats d'Europe             | Zurich                   | 5e                       | 3 000 m st.              | 8 min 32 s 50            |
| 2014                     | Coupe continentale                | Marrakech                | 5e                       | 3 000 m st.              | 8 min 29 s 91            |

## Records
| Épreuve             | Performance                        | Lieu  | Date         |
| ------------------- | ---------------------------------- | ----- | ------------ |
| 3000 mètres steeple | 8 min 18 s 97 (record de Moldavie) | Pékin | 16 août 2008 |